# Aurélie Naud
Aurélie Naud est une footballeuse française, née le 18 août 1987 à Chenôve en Côte-d'Or. Elle évolue au poste de milieu de terrain, plus précisément au poste d'ailier droit. 
Elle a joué à l'Olympique lyonnais puis au RC Saint-Étienne.

## Carrière
- USC Dijon
- 2002-2004 : FC Lyon
- 2004-2007 : Olympique lyonnais
- 2007-2009 : RC Saint-Étienne

## Palmarès
- Championne de France en 2007 avec l'Olympique lyonnais
- Finaliste du Challenge de France en 2006 avec l'Olympique lyonnais